# RED (film)
RED er en amerikansk film fra 2010 instrueret af Robert Schwentke med Bruce Willis og Morgan Freeman i hovedrollerne.

## Medvirkende
- Bruce Willis som Frank Moses
- Morgan Freeman som Joe Matheson
- Karl Urban som William Cooper
- Mary-Louise Parker som Sarah
- John Malkovich som Marvin Boggs
- Helen Mirren som Victoria
- Brian Cox som Ivan Simanov
- Richard Dreyfuss som Alexander Dunning
- James Remar som Gabriel Loeb
- Julian McMahon som VP Stanton